# Pete Travis
Pete Travis, född i Manchester, är en brittisk tv- och filmregissör.

## Filmografi
- 2004 – Omagh
- 2008 – Vantage Point
- 2009 – Kampen om Sydafrika
- 2012 – Dredd